# Mads Palsvig
Mads Palsvig är en dansk politiker, bankkritiker och antivaccinationsaktivist och konspirationsteoretiker med flerårig bakgrund i bankvärlden. 

## Politiskt engagemang
Sedan senare delen av 2010-talet har Palsvig kommit ut som, eller profilerat sig som, en kraftig kritiker till dagens banksystem. Han har även lanserat ett nytt politiskt parti, JFK21 - Jorden Frihet Kunskap, ett starkt systemkritiskt parti som bland annat har en bankreform på programmet men också flera andra delar. JFK21 har i mitten av 2020-talet bytt namn till VelstandsPartiet (på svenska: Välståndspartiet), eller mer exakt VelstandsPartiet - Jorden Frihed Kundskab. 

### Konspirationer
I nära anslutning till det politiska engagemanget har han också gjort en del häpnadsväckande uttalanden. Som att Bill Gates verkar för att tvångsvaccinera hela världens befolkning och injicera nanochips i människors kroppar för att kunna övervaka dem. Han har även beskrivit telekommunikationstekniken 5G som "ett brott mot mänskligheten".

### Pandemin och World Freedom Alliance
Palsvig och JFK21, sedermera VelstandsPartiet, har kritiserat pandemipolitiken, inte minst massvaccinationerna, hårt. Palsvig var också en av medgrundarna till det internationella antivaccinationsnätverket World Freedom Alliance under pandemin. I den egenskapen medverkade han i Sveriges Radios program Konflikt den 19 mars 2021.